# Rovi Corporation

Logotipo da empresa Rovi Corporation.

Rovi Corporation é uma empresa dos EUA que faz a orientação de tecnologia, os dados de entretenimento, a proteção de cópia, em rede padrão da indústria e mídia de tecnologia de gestão para dispositivos digitais de entretenimento e serviços.